# Les Cathédrales du vide
Les Cathédrales du Vide est un thriller écrit par l'écrivain français Henri Lœvenbruck et édité par Flammarion en 2009.
Ce roman est la suite de Le Rasoir d'Ockham, publié en 2008.

## Synopsis
Les cathédrales du vide, un mélange d'aventures passionnantes et d'amour mélo-dramatique que le commandant Mackenzie vit à cause de sa rupture avec Lola de son vrai nom Dolorès Azillanet, celui-ci entre dans une vague dépression et refuse de continuer son travail au sein de son groupe dans les renseignements généraux. Alors installé confortablement à une table derrière la vitre du Sancerre, un agent du Sitcen, Willy Vlaeminck, lui propose de les rejoindre pour rouvrir l'enquête sur les carnets de Villard de Honnecourt. Pendant ce temps, l'appartement du commandant et de ses amis et collègues Iris Michotte, la collègue des RG avec laquelle il avait eu une aventure par le passé, et Kryzstov Zalewski, le garde du corps du Service de protection des hautes personnalité qui l'avait escorté lors de l'affaire Villard de Honnecourt; ont été curieusement fouillés ce soir là.
Sandrine Monney ne put réprimer un léger frisson quand elle pensa qu'elle avait en sa possession un document d'une importance capitale qu'elle voulait relire chez elle a la maison. Elle avait la quarantaine, grande et mince, devenue chercheuse après des études de sciences politiques, elle épousa Antoine Monney, un peintre qui vivait à ses dépens. Elle travaillait pour l'ONU et avait réuni suffisamment de preuves pour obtenir enfin l'attention de ses correspondants. En rentrant alors chez elle ce soir là, celle-ci s'attendait à ce que quelqu'un la poursuive. Tremblante de peur, elle avait déduit que ce n'était que son imagination qui lui jouait des tours. Quand elle descendit du tram, elle ne remarqua pas encore qu'un homme grand et mince, vêtu d'un air d'autre temps, avec des gants de cuirs noirs et une belle canne en bois surmontée par un pommeau en argent sculpté la suivait doucement par derrière. Elle commença à accélérer et se mit à courir quand elle vit que l'homme à la canne n'était plus très loin d'elle. Ses chaussures en talons hauts claquèrent à chaque pas qu'elle faisait sur le trottoir. La maison  n'était plus très loin, mais Sandrine Monney tomba, le vieil homme ne lui laissant pas le temps de se lever, mis sa main devant sa bouche avec un sourire satisfait. Celui-ci prit la fuite juste après. Sandrine, accablée par ce qui vient d'arriver trembla de tout part, constatant que ses dossiers avaient été emportés par cet homme. Elle essaya en vain de se relever mais tomba net à son premier essai. Elle se releva, essaya de marcher, mais ses poumons commençaient à se refermer et bientôt l'air ne put plus pénétrer. Sandrine Monney s’éteint alors peu à peu et perdit la vie sous la pénombre du réverbère.

## Les personnages principaux
- Ari Mackenzie
- Marie Lynch
- Iris Michotte
- Kryzstov Zalewski